# Swift-Hohenberg-Gleichung
Die Swift-Hohenberg-Gleichung (nach den beiden US-amerikanischen Physikern Jack B. Swift und Pierre C. Hohenberg) ist eine mathematische Modellgleichung zur Untersuchung von Musterbildungsprozessen. Eine mathematisch vereinfachte Form dieser Gleichung beschreibt das Muster der Faltenbildung von Papillarleisten (Dermatoglyphen) an Fingern, also das Muster von Fingerabdrücken, sowie das Muster der Bildung von Rillen auf eintrocknenden Rosinen.

## Die Gleichung
Es handelt sich um eine partielle Differentialgleichung auf einer reellen oder komplexen skalaren Funktion {\displaystyle \psi } mit zwei räumlichen und einem zeitlichen Argument:
{\displaystyle \partial _{t}\psi (x,y,t)=\left[\epsilon -(\Delta +k_{\text{crit}}^{2})^{2}\right]\cdot \psi -R(\psi )}.
Dabei sind
- {\displaystyle \partial _{t}} die partielle Ableitung nach der Zeit
- der Parameter {\displaystyle \epsilon } das Analogon zur Temperatur im Bénard-Experiment
- {\displaystyle \Delta } der Laplaceoperator
- {\displaystyle k_{\text{crit}}} eine kritische Kreiswellenzahl
- {\displaystyle R(\psi )} eine nichtlineare Funktion mit {\displaystyle R(0)=0}.

Von Interesse ist vor allem das Aussehen von {\displaystyle \psi (x,y)} nach einer hinreichend langen Zeit {\displaystyle t}, d. h. die stabilen Lösungen der Gleichung, sofern solche jemals erreicht werden.

## Homogene Lösung
Für {\displaystyle \epsilon <0} ergibt sich {\displaystyle \psi \equiv 0} als stabile Lösung der Gleichung.

## Kritischer Punkt
Das Verhalten um den kritischen Punkt {\displaystyle \epsilon =0} wird nach einer Fouriertransformation des Linearanteils der Gleichung offensichtlich:
{\displaystyle \partial _{t}{\tilde {\psi }}(k,t)=[\epsilon -(k_{\text{crit}}^{2}-k^{2})^{2}]\cdot {\tilde {\psi }}}
- Im Fall {\displaystyle \epsilon <0} konvergieren die Amplituden {\displaystyle {\tilde {\psi }}} zu allen Wellenzahlen gegen Null, es bildet sich also kein Muster aus.
- Ist {\displaystyle \epsilon >0}, so wachsen die Amplituden einiger überkritischer Wellenzahlen. Die überkritischen Wellenzahlen bilden einen Kreis mit dem Radius {\displaystyle k_{\text{crit}}}. Es bildet sich ein Muster mit der Wellenlänge {\displaystyle 2\pi /k_{\text{crit}}}.

## Überkritisches Verhalten
Das überkritische Verhalten für {\displaystyle \epsilon >0} wird durch die Ausformung von {\displaystyle R(\psi )} bestimmt. Ähnlich wie beim Bénard-Experiment sind die Lösungen typischerweise Rollen oder hexagonale Muster.